# Titkos ünnep
A Titkos ünnep album az Ossian zenekar 2001-ben megjelent tizedik nagylemeze. Az album az ún. "újkori" Ossian első nagy sikere, amely már nem csak a régi rajongóknak szólt, de új közönséget is toborzott a zenekar számára.
Érdekesség, hogy az Ossian történetében egyedülálló módon egy dal angol nyelvű változata is felhangzik a lemezen. A záró The Heart And The Mind (A szív és az ész).

## Dalok
1. Intro – 0:47
2. Szerelmed pokla – 3:27
3. A szív és az ész – 2:58
4. Emlékek völgye – 3:57
5. Pogány ima – 3:40
6. Utazás – 2:59
7. Ősök vére – 3:32
8. Titkos ünnep – 3:36
9. Hazárdjáték – 3:26
10. Nincs menekvés – 4:37
11. Ezer dal, száz csillag – 2:32
12. A veszély rabja – 2:22
13. A végzet kapujában – 3:46
14. The Heart And The Mind (bonus track) – 2:55

## Zenekar
- Paksi Endre – ének, vokál
- Rubcsics Richárd – gitár
- Wéber Attila – gitár
- Jakab Viktor – basszusgitár
- Hornyák Péter – dobok

## Külső hivatkozások
- Az Ossian együttes hivatalos honlapja